# Pico de Vallibierna
Pico de Vallibierna är en bergstopp i Spanien.   Den ligger i provinsen Provincia de Huesca och regionen Aragonien, i den nordöstra delen av landet, 400 km nordost om huvudstaden Madrid. Toppen på Pico de Vallibierna är 3 067 meter över havet, eller 341 meter över den omgivande terrängen. Bredden vid basen är 2,7 km.
Terrängen runt Pico de Vallibierna är bergig åt nordost, men åt sydväst är den kuperad.Runt Pico de Vallibierna är det glesbefolkat, med 8 invånare per kvadratkilometer. Närmaste större samhälle är Vielha, 16,5 km nordost om Pico de Vallibierna. Trakten runt Pico de Vallibierna består i huvudsak av gräsmarker.